# Patrik Lomski
Patrik Lomski (ur. 3 lutego 1989 w Turku) – fiński piłkarz pochodzenia polskiego występujący na pozycji pomocnika lub napastnika.

## Kariera
Jego ojciec urodził się w Polsce, zaś w wieku 29 lat wyemigrował do Finlandii. Lomski zaczynał karierę w zespole Turun Palloseura. Przez niecałe 4 lata grał w seniorskiej drużynie z Turku. W okresie gry w rodzinnym mieście Fin był wypożyczony do dwóch klubów: KPV Kokkola i Porin Palloilijat. Kolejnym jego klubem w karierze był klub Seinäjoen Jalkapallokerho. Następnie grał w drużynie Vassan Palloseura. 28 stycznia 2015 roku Patrik Lomski oficjalnie został zawodnikiem Arki Gdynia.